# Вільямандос
Вільямандос (ісп. Villamandos) — муніципалітет в Іспанії, у складі автономної спільноти Кастилія-і-Леон, у провінції Леон. Населення — 333 особи (2010).
Муніципалітет розташований на відстані близько 250 км на північний захід від Мадрида, 47 км на південь від Леона.
На території муніципалітету розташовані такі населені пункти: (дані про населення за 2010 рік)
- Вільямандос: 252 особи
- Вільяррабінес: 81 особа

## Демографія
Динаміка населення (INE ):